# Halloysite
L'halloysite-7Å est une espèce minérale du groupe des silicates sous-groupe des phyllosilicates  de formule Al2Si2O5(OH)4 avec des traces  de : Ti ; Ca ; Na ; K ; Fe ; Cr ; Mg ; Ni ; Cu. Ses principaux constituants, outre l'oxygène, sont l’aluminium (20,90 %), le silicium (21,76 %), et l’hydrogène (1,56 %).

## Historique de la description et appellation

### Inventeur et étymologie
Décrite par Pierre Berthier en 1826 qui l'a dédiée au géologue belge Jean-Baptiste d'Omalius d’Halloy (Belgique) (1783-1875).

### Topotype
- Angleur, Liège Belgique.

### Synonymie
L'aspect très peu spécifique de ce minéral lui vaut une grande quantité de synonymes.
- confolensite (Armand Dufrénoy 1856) : forme rose à rouge d'halloysite nommée à partir du nom gisement topotype Confolens en Charente France[4].
- galapectite (Breithaupt 1832) [5].
- glagérite[6].
- glossécollite (Shepard) : décrite par Shepard à Dade dans l'État de Géorgie, l'analyse faite par Félix Pisani a montré qu'il s'agissait d'Halloysite[7].
- gummite (Breithaupt).
- halloysite-7Å : c'est le nom officiel reconnu par l'International Mineralogical Association.
- indianaite : décrite et nommée d'après l'Indiana[8].
- lenzinite[9].
- smectite (Salvetat) : du grec smektikos, "pour nettoyer".

## Caractéristiques physico-chimiques

### Critères de détermination
Des études par diffraction de rayons X sont nécessaires pour l'identification positive.

### Variétés
- chrome-halloysite (Gritzaenko et Grum-Gritzaenko 1949) : variété chromifère d'halloysite, de couleur bleue, trouvée à Psahna, île d'Euboea Grèce[10].
- cuprohalloysite (L. K. Yakhontova 1961) : variété cuprifère d'halloysite [11].
- ferrihalloysite (N. E. Efremov en 1936) : variété ferrifère d'halloysite [12].
- zircon-halloysite (E. I. Semenov 1972) : variété d'halloysite riche en ZrO2 [13].

### Cristallographie

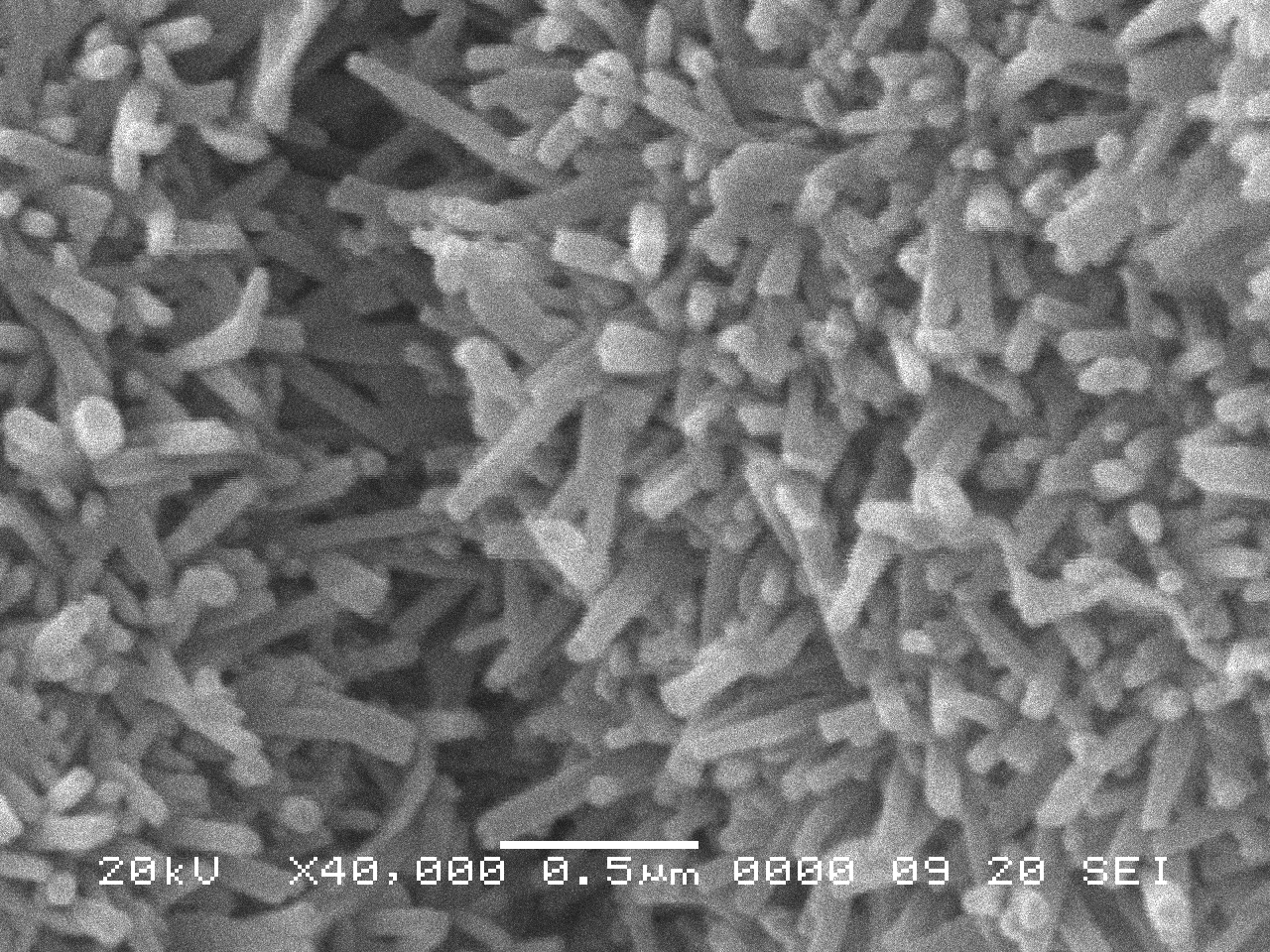
Aspect en microscopie électronique

- Paramètres de la maille conventionnelle : {\displaystyle a} = 5,14 Å, {\displaystyle b} = 8,90 Å , {\displaystyle c} = 14,91 Å; Z = 4 ; V = 666,97 Å3
- Densité calculée = 2,57 g cm−3

Les deux formes courantes sont fonction du taux d’humidité qui détermine l’espacement entre les couches d’argile : en solution hydratée, l’écartement est de 1 nm et en solution déshydratée (méta-halloysite), l’écartement est de 0,7 nm (le nm ou nanomètre équivaut au milliardième de mètre). L’halloysite se présente naturellement sous forme de petits cylindres d’un diamètre moyen de 30 nm avec une longueur comprise entre 0,5 et 10 micromètres (le micromètre équivaut au millionième de mètre).

### Cristallochimie
La halloysite est un polymorphe de la dickite, de la kaolinite et de la nacrite. Elle fait partie du groupe de la kaolinite, constitué des minéraux suivants :
- dickite Al2Si2O5(OH)4 ;
- endellite Al2Si2O5(OH)4•2(H2O) ;
- halloysite Al2Si2O5(OH)4 ;
- kaolinite Al2Si2O5(OH)4 ;
- nacrite Al2Si2O5(OH)4 ;
- odinite (Fe,Mg, Al,Fe,Ti,Mn)2.5(Si,Al)2O5(OH)4.

## Gîtes et gisements

### Gîtologie
- L’halloysite est la forme typique d’altération hydrothermale des minéraux alumino-silicates. Elle peut se trouver entremêlée de dickite, kaolinite, montmorillonite et d’autres minéraux argileux.
- La formation de l'halloysite est due à une altération hydrothermale que l’on trouve souvent près des roches carbonatées. Par exemple, les échantillons d’halloysite du Colorado sont soupçonnés d'être le produit d'altération de la rhyolite par la baisse des eaux en mouvement.

En général, la formation de minéraux argileux est fortement favorisée dans les zones subtropicales à cause des climats tropicaux et de l’écoulement d'immenses quantités d'eau. L'halloysite se produit principalement dans les terrains exposés ou dérivés des sols volcaniques, mais elle se fait également à partir de minéraux primaires dans les sols tropicaux ou des matériaux préglaciaires. Les roches ignées, en particulier les roches basaltiques, sont plus sensibles à l'altération dont les modifications forment l'halloysite.
Souvent, comme c'est le cas avec l'halloysite dans le Comté de Juab dans l’Utah (États-Unis), l'argile se trouve en liaison étroite avec la goethite et la limonite, et souvent entrecoupées d’alunite. Les feldspaths sont également soumis à la décomposition par l'eau saturée en dioxyde de carbone. Lorsque le feldspath se trouve près de la surface de coulées de lave, la concentration de CO2 est élevée et les taux de réaction sont rapides. Avec l'augmentation de la profondeur, les solutions de lixiviation sont saturées en silice, aluminium, sodium et calcium. Une fois les solutions ayant épuisé le CO2, elles se précipitent sous forme de minéraux secondaires. La décomposition est fonction du débit d'eau. Dans le cas où l'halloysite est formée de plagioclases, cette précipitation ne passera pas par des étapes intermédiaires.

### Gisements producteurs de spécimens remarquables
- Belgique

La Rochette, Chaudfontaine, Province de Liège
- Canada

Carrière Francon, Saint-Michel, Île de Montréal, Québec
- France

Échassières, Ébreuil, Allier, Auvergne  
Le Baumier, Mirabel, Villeneuve-de-Berg, Ardèche, Rhône-Alpes 

### Gisements inexplorés
- Cameroun

Balengou (Région de l'Ouest) 

### Sur Mars
En 2024, des roches claires trouvées dans le cratère Jezero, photographiées et analysées par l'astromobile Perseverance, se révèlent riches en kaolinite et en halloysite, la première occurrence certaine de ces deux minéraux ailleurs que sur Terre. Ils proviennent probablement de l'altération aqueuse de roches transportées depuis les bords du cratère, à une époque où le climat était chaud et humide,.

## Exploitation des gisements
- Une halloysite très pure est extraite d'une rhyolite très altérée présente en Nouvelle-Zélande et utilisée notamment pour la porcelaine, la porcelaine à la cendre d'os appelée Bone China et également pour d'autres applications en céramique de haute technologie.
- L’halloysite a également été utilisée, dans le passé, comme catalyseur de craquage de pétrole. La société ExxonMobil a également mis au point un catalyseur de craquage sur la base d’halloysites synthétiques.